# Liste von Kraftwerken in Peru
Die Kraftwerke in Peru werden sowohl auf einer Karte als auch in Tabellen (mit Kennzahlen) dargestellt.

## Installierte Leistung und Jahreserzeugung
Im Jahre 2016 lag Peru bzgl. der installierten Leistung mit 14,73 GW an Stelle 51 und bzgl. der jährlichen Erzeugung mit 50,13 Mrd. kWh an Stelle 54 in der Welt. Der Elektrifizierungsgrad lag 2016 bei 95 % (97 % in den Städten und 89 % in ländlichen Gebieten). Peru war 2016 ein Nettoexporteur von Elektrizität; es exportierte 55 Mio. kWh und importierte 22 Mio. kWh.

## Karte
| Cahua |

| Ca |

| Cañón |

| Carhuaquero |

| Charcani V |

| Chimay |

| Cupisnique |

| Chilca Uno |

| Chilca Kallpa |

| Gallito |

| Hui |

| Machupicchu |

| Ma |

| Mantaro |

| Matucana |

| San Gabán II |

| Santa Teresa |

| Ventanilla |

| Yaupi |

## Kalorische Kraftwerke
| Name          | Leistung in MW | Brennstoff | Status     |
| ------------- | -------------- | ---------- | ---------- |
| Chilca Uno    | 852            | Erdgas     | in Betrieb |
| Chilca Kallpa | 850,7          | Erdgas     | in Betrieb |
| Ventanilla    | 498            | Erdgas     | in Betrieb |

## Wasserkraftwerke
| Name           | Leistung in MW | Fluss             | Status     |
| -------------- | -------------- | ----------------- | ---------- |
| Cahua          | 40             | Río Pativilca     | in Betrieb |
| Callahuanca    | 71             | Río Santa Eulalia | in Betrieb |
| Cañón del Pato | 246            | Río Santa         | in Betrieb |
| Carhuaquero    | 95             | Río Chancay       | in Betrieb |
| Charcani V     | 135            | Río Quilca        | in Betrieb |
| Chimay         | 150            | Río Tulumayo      | in Betrieb |
| Gallito Ciego  | 38             | Río Jequetepeque  | in Betrieb |
| Huinco         | 258            | Río Santa Eulalia | in Betrieb |
| Machupicchu    | 188            | Río Urubamba      | in Betrieb |
| Malpaso        | 54             | Río Mantaro       | in Betrieb |
| Mantaro        | 1008           | Río Mantaro       | in Betrieb |
| Matucana       | 120            | Río Rímac         | in Betrieb |
| San Gabán II   | 110            | Río San Gabán     | in Betrieb |
| Santa Teresa   | 98             | Río Urubamba      | in Betrieb |
| Yaupi          | 108            | Río Paucartambo   | in Betrieb |

## Windparks
Laut The Wind Power waren Ende 2018 Windkraftanlagen mit einer Gesamtleistung von 375 MW erfasst (in Betrieb, in Bau oder geplant).
| Name          | Leistung in MW | Anzahl | Status     |
| ------------- | -------------- | ------ | ---------- |
| Cupisnique    | 82,8           | 46     | in Betrieb |
| Marcona       | 30,9           | 11     | in Betrieb |
| Tres Hermanas | 90             | 45     | in Bau     |